# Banda rugosa

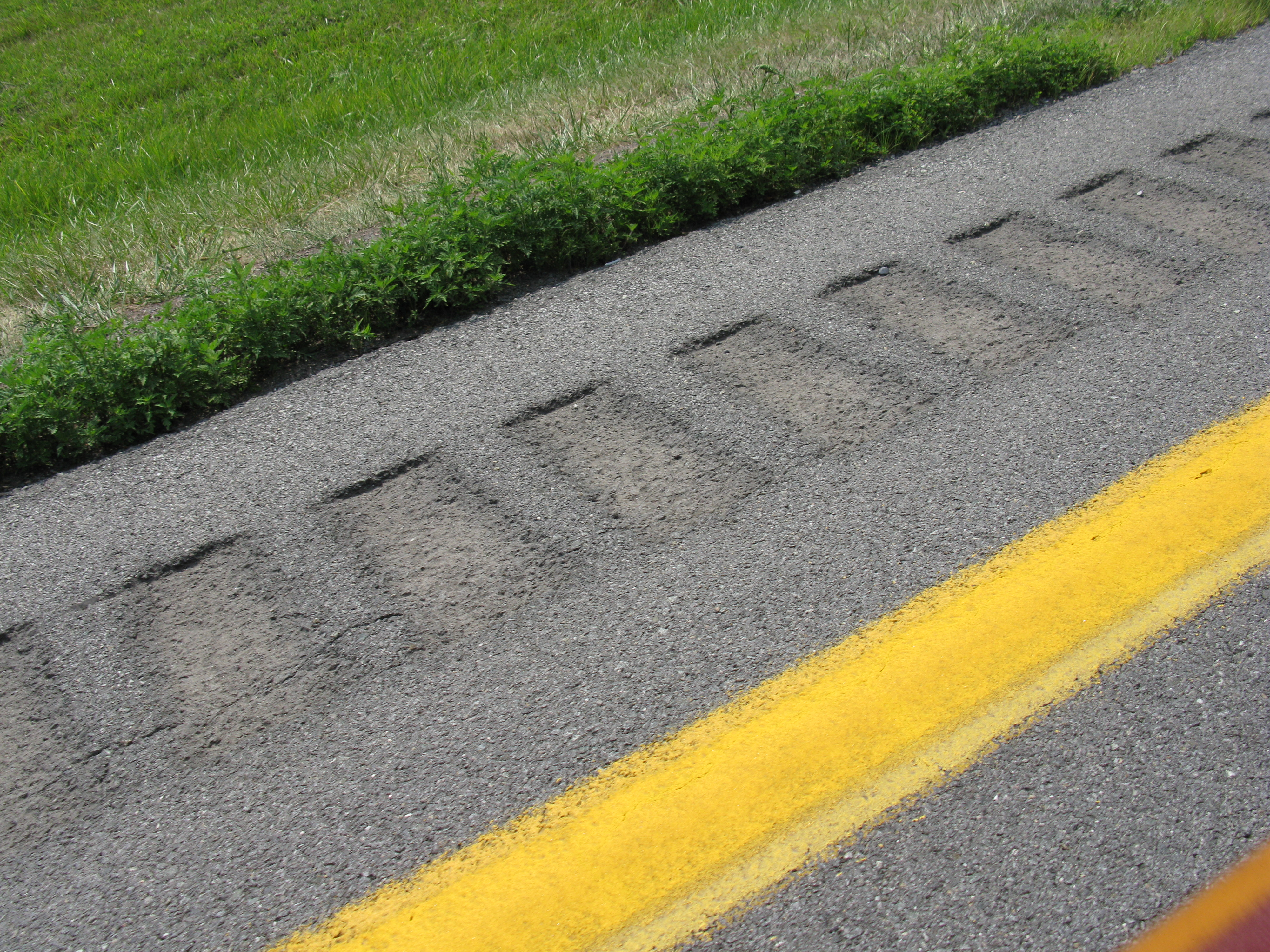
Una banda sonora al borde del asfalto en Warfordsburg, Pensilvania, Estados Unidos.

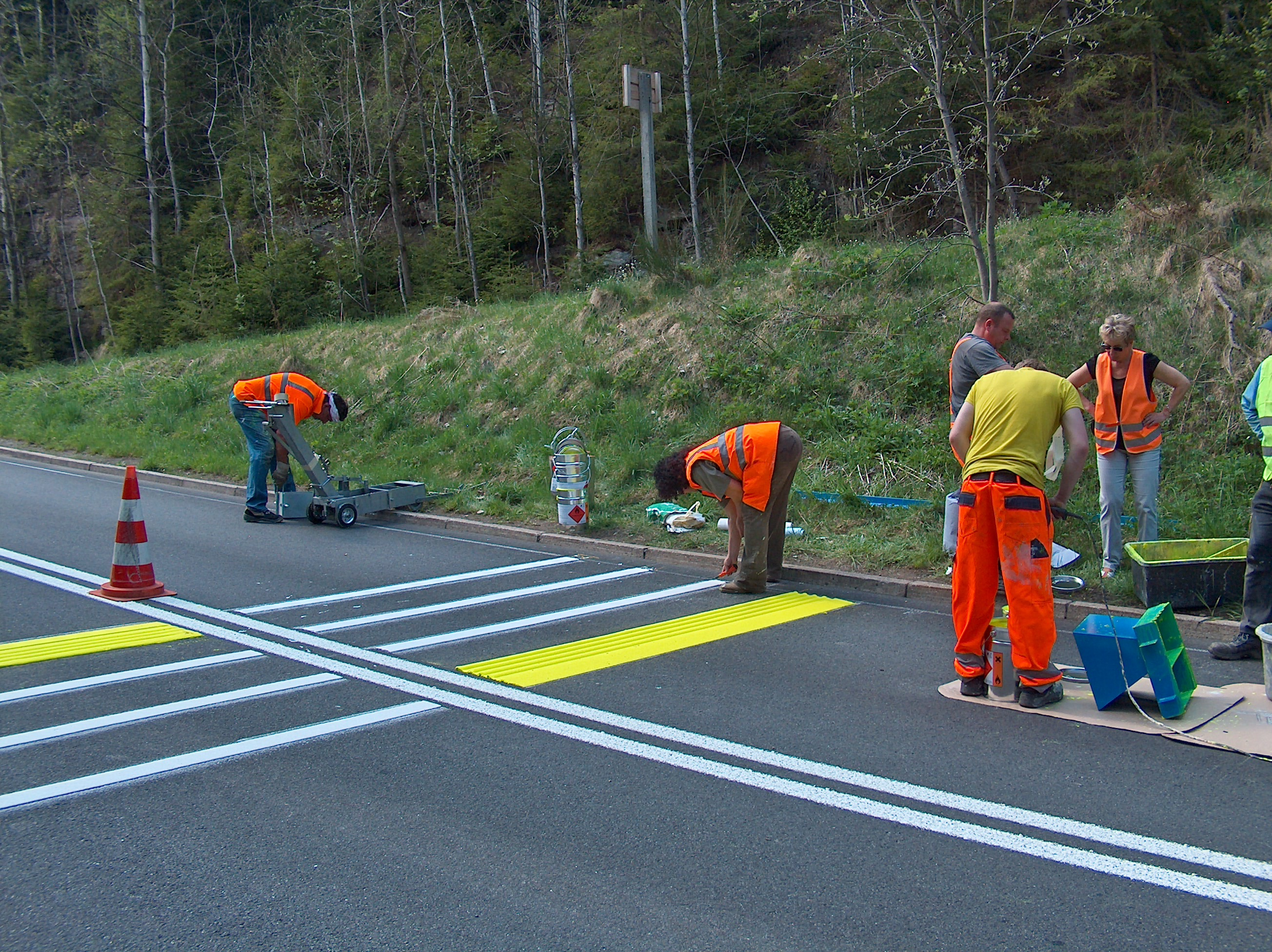
Banda de sonora perpendicular a la dirección del recorrido en Wurzen, Alemania

Una banda rugosa o banda sonora ( inglés : rumble strip) es una medida de seguridad que consiste en una banda con pequeños resaltes en la carretera que causan vibraciones al pisarlas los neumáticos de un coche en movimiento. Los resaltes pueden tener una función para ralentizar el tráfico o servir como advertencia para los automovilistas.

## Bandas sonoras como advertencia.
Las bandas sonoras dan un efecto claramente perceptible cuando las pisa el automovilista mientras circula. Esto da una señal de atención adicional en lugares peligrosos, además de las señales o marcas viales.
Las bandas en la dirección de la marcha se pueden utilizar cuando el conductor se acerca a un punto peligroso. Además de las franjas sonoras sólidas, también están las llamadas "bandas Andreas" que se utilizan en los Países Bajos como la última advertencia de una zona de flechas al completar un tramo de carretera.
Las bandas sonoras también se pueden ubicar en la dirección del  recorrido, a los lados de la superficie de la carretera o en la línea central. Si un automovilista cruza una banda rugosa, causa vibraciones y / o ruido, lo que alerta al conductor posiblemente distraído (por ejemplo, un conductor dormido ) para que abandone el carril . Si se incorpora una banda sonora en la señalización vial, esto se denomina señalización vial perfilada .

## Historia
Las bandas sonoras  como advertencia al conductor se aplicaron por primera vez en 1952 en Garden State Parkway en los Estados Unidos . Se han utilizado ocasionalmente en los Países Bajos desde la década de 1990. Se han aplicado de forma más estructural en la provincia de Flevoland desde aproximadamente 2010.

## Efecto
Según un estudio del gobierno de EE. UU., Las carreteras de un solo carril fuera de las áreas urbanizadas redujeron los choques por cambio de carril en un 15% y los choques por cambio de carril que resultaron en muertes y lesiones en un 29%. En Alemania, el número de accidentes causados por vehículos que se salieron de la carretera se redujo en un 43% después de la construcción de las bandas sonoras.

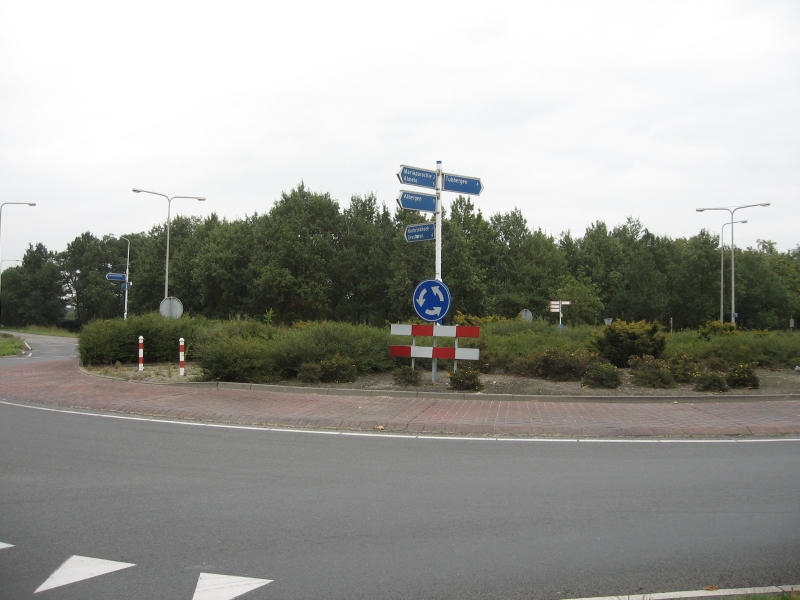
Rotonda con banda sonora: el pavimento rojo con forma de clínker en el interior de la calzada

## Como freno de tráfico
Las bandas sonoras se pueden utilizar como freno de tráfico con un propósito similar al del reductor de velocidad.
En Bélgica, a partir de 1998, las bandas vibratorias se utilizaron como `` inhibidores de pelotón '' en los caminos de sirga a lo largo del Dender, Durme y Scheldt, con el fin de mantener a raya a los ciclistas que pasaban (`` ciclistas en pelotón'') y, por lo tanto, proteger a los usuarios más débiles de los caminos de sirga. (peatones, corredores, ciclistas comunes)., personas mayores, niños, ...). La altura de las crestas aplicadas suele variar entre 1 cm y 5 cm

## En rotondas
Las bandas sonoras  se utilizan a menudo en rotondas (más pequeñas). Esta franja ancha, a menudo elevada o inclinada en el interior de la rotonda permite que los camiones largos pasen la rotonda a baja velocidad, pero hace que sea poco atractivo para los conductores de vehículos de pasajeros cortar la rotonda a alta velocidad.